# マネト
マネト（ラテン語: Manetho, 生没年不詳）は紀元前3世紀の古代エジプトの歴史家、神官。マネトン（ギリシア語: Μανέθων）などとも記される。
プトレマイオス朝に仕えたエジプト人であり、ギリシア語で著作を行った。歴史書『アイギュプティカ』で示した時代区分は、 現代もエジプト年代学の基礎となっている。

## 名称
マネトはラテン語による名で、マネトーとも表記される。ギリシャ語形ではマネトーン（ギリシャ語: Μανέθων, ラテン文字転写: Manethōn; 長母音を略してマネトンとも）またはマネトース（ギリシャ語: Μανέθως, ラテン文字転写: Manethōs）。

## 経歴
マネトはエジプト人であったが、彼の時代（紀元前300年前後）はヘレニズム系のプトレマイオス朝の時代であり、彼もプトレマイオス1世・2世に仕えたためギリシア語で著作を行った。また、神官としてヒエログリフも解読できたとみられ、その能力が著作に生かされたとみられている。
マネトの著作は現存しておらず、断片部が引用されてその内容が知られている。代表的なものとして『アイギュプティアカ』（ギリシャ語: Αἰγυπτιακά, ラテン文字転写: Aegyptiaca;『エジプト史』『エジプト誌』とも呼ばれる）があり、古代エジプトの時代区分（「第○○王朝」）はアイギュプティカに基づいている。その他にもマネトが記したとされる著作も現存しておらず、中には彼の著作かどうかも不明なものもある。